# Toussaint Rabenala
Toussaint Rabenala (* 29. Oktober 1965 in Talata-Ampano) ist ein ehemaliger madagassischer Leichtathlet, der im Weit- und Dreisprung an den Start ging. Er wurde dreimal Afrikameister im Dreisprung und gewann zahlreiche weitere Medaillen auf kontinentaler Ebene im Weit- und Dreisprung und zählt damit zu den erfolgreichsten Leichtathleten seines Landes.

## Sportliche Laufbahn
Erste internationale Erfahrungen sammelte Toussaint Rabenala vermutlich im Jahr 1986, als er bei den Goodwill Games in Moskau mit einer Weite von 14,75 m den zwölften Platz im Dreisprung belegte und im Weitsprung keinen gültigen Versuch zustande brachte. Im Jahr darauf nahm er erstmals an den Afrikaspielen in Nairobi teil und gewann dort mit 16,35 m die Bronzemedaille hinter dem Ghanaer Francis Dodoo und Joseph Taiwo aus Nigeria. Anschließend startete er bei den Weltmeisterschaften in Rom und schied dort mit 15,53 m in der Qualifikationsrunde aus. 1989 gelangte er bei den Hallenweltmeisterschaften in Budapest mit 16,06 m auf Rang zehn und im Juli siegte er mit 16,97 m im Dreisprung bei den Spielen der Frankophonie in Casablanca. Anschließend sicherte er sich bei den Afrikameisterschaften in Lagos mit 16,80 m die Silbermedaille hinter dem Ghanaer Eugene Koranteng. Im Jahr darauf siegte er dann bei mit 16,61 m erstmals bei den Afrikameisterschaften in Kairo und 1991 verpasste er bei den Weltmeisterschaften in Tokio mit 15,82 m den Finaleinzug. 1992 verteidigte er bei den Afrikameisterschaften in Belle Vue Maurel mit 17,04 m seinen Titel und nahm anschließend an den Olympischen Sommerspielen in Barcelona teil und schied dort mit 16,84 m in der Qualifikationsrunde aus. Daraufhin gewann er beim IAAF World Cup in Havanna mit 17,03 m die Bronzemedaille hinter dem Briten Jonathan Edwards und Frank Rutherford von den Bahamas.
1993 klassierte er sich bei den Hallenweltmeisterschaften in Toronto mit einer Weite von 16,74 m auf dem siebten Platz und anschließend siegte er bei den Afrikameisterschaften in Durban mit 16,72 m zum dritten Mal in Folge, ehe er bei den Weltmeisterschaften in Stuttgart mit 16,81 m ein weiteres Mal in der Qualifikationsrunde ausschied. Im Jahr darauf belegte er bei den Spielen der Frankophonie in Bondoufle mit 7,37 m den siebten Platz im Weitsprung und 1997 siegte er bei den Spielen der Frankophonie in Antananarivo mit einem Sprung auf 16,50 m. 1999 nahm er erneut an den Afrikaspielen in Johannesburg teil und gewann dort mit 16,60 m die Bronzemedaille im Dreisprung hinter dem Ghanaer Andrew Owusu und Remmy Limo aus Kenia. Daraufhin beendete er seine aktive sportliche Karriere im Alter von 33 Jahren.
In den Jahren 1987 und 1989 sowie 1997 und 1998 wurde Rabenala madagassischer Meister im Weitsprung sowie 1987 und 1988 und 1998 und 1999 auch im Dreisprung.

## Persönliche Bestleistungen
- Weitsprung: 7,77 m, 19. Mai 1990 in Talence (madagassischer Rekord)
- Dreisprung: 17,05 m (+1,0 m/s), 10. Juni 1989 in Sotteville-lès-Rouen (madagassischer Rekord)
  - Dreisprung (Halle): 16,74 m, 13. März 1993 in Toronto (madagassischer Rekord)